# Shane Gaalaas
Shane Gaalaas (8 de agosto de 1967) es un baterista, multinstrumentista y compositor canadiense, reconocido por su extensa colaboración con la banda de rock japonesa B'z, a la que se unió en 2002, y por su trabajo con guitarristas virtuosos como Michael Schenker, Yngwie Malmsteen, Uli Jon Roth, Vinnie Moore y Jeff Kollman.
Gaalaas es además uno de los miembros fundadores de la banda de rock progresivo Cosmosquad y de la agrupación de metal extremo Diesel Machine. Ha publicado varios álbumes en condición de solista y se ha desempeñado como músico de sesión. Es egresado del Colegio de Música Grant MacEwan en Edmonton, Alberta y del Instituto de Tecnología en la Percusión en Hollywood, California. Actualmente reside en Los Ángeles, California.
Después de escuchar el famoso álbum Alive! de Kiss, pidió a sus padres que lo llevaran a ver a la banda neoyorquina en su gira promocional del álbum Love Gun en 1977. "Ese concierto cambió mi vida. Tuvo tal impacto en mí, que desde ese momento supe que quería hacer con mi vida."

## Discografía

### Solista
- 2003 Primer
- 2005 Hinge
- 2005 Live & Video Clips
- 2006 Live In Osaka
- 2009 Perfect Rock Drumming
- 2013 Ascend
- 2014 Tales From A Fantastic Lumbar
- 2014 Silverstrand Sedation
- 2015 Bitter Suites From The Red Room